# Halt mich fest
Halt mich fest ist ein Lied der deutschen Singer-Songwriterin Madeline Juno aus dem Jahr 2017. Das Stück ist die dritte Singleauskopplung aus ihrem dritten Studioalbum DNA.

## Entstehung und Artwork
Das Lied wurde von der Interpretin selbst, gemeinsam mit dem britischen Musiker Oliver Epsom (Oliver Som), geschrieben. Som zeichnete zudem auch für die Abmischung, Instrumentierung, Produktion und die Programmierung des Schlagzeugs verantwortlich. Für die Instrumentierung spielte er unter anderem den Bass, die Gitarre, das Piano und den Synthesizer ein. Beim Einspielen des Pianos erhielt er Unterstützung von Juno. Das Mastering erfolgte durch Masterdisk Europe in Paris (Frankreich), unter der Leitung von Benoit Journo.
Während Juno bei der Albumproduktion zu DNA einmalig mit Journo zusammengearbeitet hat, war Som bereits in verschiedenen Funktionen an den Produktionen zu Salvation (Februar 2016) und Waldbrand (September 2016) beteiligt.
Auf dem Frontcover der Single ist – neben Künstlernamen und Liedtitel – Juno zu sehen. Es zeigt sie hüftaufwärts, während sie ihren rechten Arm auf dem angewinkelten rechten Bein zu einer Art „Denkerpose“ abstützt und den Blick rechts an der Kamera vorbei gerichtet hat. Die Fotografie stammt von Philipp Gladstone, der in der Vergangenheit bereits mit Juno zusammengearbeitet hat; so war er an der Covergestaltung zu Salvation und Waldbrand beteiligt. Das Artwork ist in verschiedenen rosatönen gestaltet, womit es sich an dem des Albums orientiert und stammt von Christian Hapich.

## Veröffentlichung und Promotion
Die Erstveröffentlichung von Halt mich fest erfolgte als Single am 25. August 2017 bei Embassy of Music. Diese erschien als digitale Maxi-Single mit zwei Remixen, von Teddy Mink und Oliver Som, als B-Seiten. Der Vertrieb erfolgte durch Tonpool, verlegt wurde das Lied durch BMG Rights Management, Emmaspark Music und Sony Music Publishing. Am 8. September 2017 erschien Halt mich fest als Teil von Junos dritten Studioalbum DNA (Katalognummer: 28204), dessen dritte Singleauskopplung es ist.

## Inhalt
| „So bitte weck’ mich nicht. Wenn unser Kartenhaus zerbricht. Lieber versteck’ ich mich. Als dazusteh’n und zuzuseh’n. Wie alles, was wir war’n. Zugrunde geht in dem Orkan. Den wir beschworen hab’n. Halt mich fest, bis es nachlässt.“ – Refrain, Originalauszug | Der Liedtext zu Halt mich fest ist in deutscher Sprache verfasst und stammt von der Interpretin selbst sowie Oliver Som. Beide komponierten zugleich die Musik in der Tonart h-Moll mit 125 Schläge pro Minute. Musikalisch bewegt sich das Lied im Bereich der Popmusik. Inhaltlich handelt es sich bei Halt mich fest um einen Titel, in dem Juno eine frühere Liebesbeziehung verarbeitet. Es gehe um eine Beziehung, die beiden alles abverlangt habe und deren Ende wirklich sehr schmerzhaft gewesen sei. Manchmal würde man einfach nur schlafen wollen, weil keine Energie mehr da sei, um weiterzukämpfen – so Juno selbst. Des Weiteren führte die Sängerin an: Halt mich fest ist das Intro von DNA und sei vielleicht das beste Lied, das sie bis dato geschrieben habe. Es sei zudem aufnahmetechnisch der mit Abstand schwierigste Titel bisher gewesen. Von Imogen Heap inspiriert, hätten sie und ihr Team auch einen „Vocoder-Song“ machen wollen, wobei die gemerkt hätten, was das für eine Arbeit sei. Auf jeder zweiten Note liege eine andere Harmonie und es gäbe keinen Groove, an dem man sich festhalten könne. Sie hätten tagelang an dem Stück geschraubt, um ihn genauso hinzubekommen, wie sie ihn haben wollten. Zuerst habe Juno alles gesummt und danach sei Stück für Stück die Melodie dazu entstanden. |

Aufgebaut ist das Lied aus zwei Strophen, einem Refrain und einer Bridge. Es beginnt mit der ersten Stophe, die als Vierzeiler geschrieben wurde. An diese schließt sich zunächst der ebenfalls vierzeilige Prechorus an, ehe der eigentliche Refrain mit seinen acht Zeilen einsetzt. Der gleiche Aufbau wiederholt sich mit der zweiten Strophe. Nach dem zweiten Refrain setzt als musikalisches Zwischenspiel die Bridge ein, die ebenfalls als Vierzeiler geschrieben wurde, ehe das Lied mit dem dritten Refrain endet.

## Musikvideo
Das Musikvideo zu Halt mich fest feierte seine Premiere am Tag der Singleveröffentlichung auf der Videoplattform YouTube. Dieses zeigt lediglich Juno in Untwerwäsche, die das komplette Video über einen Mann, vor einem schwarzen Hintergrund, umarmt. Es sind lediglich die Oberkörper von beiden zu sehen, die Einstellungen sind so gewählt, dass das Gesicht des Mannes nicht zu erkennen ist. Die Gesamtlänge des Videos beträgt 3:43 Minuten. Neben der Fotografie für das Singlecover, führte Philipp Gladstone auch Regie beim Musikvideo. Gladstone fungierte zuvor auch schon bei Stupid Girl (Februar 2016) oder auch You Know What? (Juni 2016) als Regisseur. Bis Mai 2025 zählte das Video über zwei Millionen Aufrufe auf YouTube.

## Mitwirkende
| Liedproduktion - Oliver Epsom (Oliver Som): Abmischung, Bass, Gitarre, Komposition, Liedtext, Musikproduktion, Piano, Programmierung, Synthesizer - Benoit Journo: Mastering - Madeline Juno: Begleitgesang, Gesang, Komposition, Liedtext, Piano Visualisierung - Philipp Gladstone: Fotografie (Cover), Regie (Musikvideo) - Christian Hapich: Artwork (Cover) | Unternehmen - BMG Rights Management: Verlag - Embassy of Music: Musiklabel - Emmaspark Music: Verlag - Masterdisk Europe: Tonstudio - Sony Music Publishing: Verlag - Tonpool: Vertrieb |

## Rezensionen
Marvin Tyczkowski vom deutschsprachigen E-Zine Plattentests.de bewertete das Album DNA mit fünf von zehn Punkten. Während seiner Rezension kommt Tyczkowski zum Entschluss, dass Halt mich fest sich in Zurückhaltung übe und mit seiner Kombination aus Minimalismus (Minimal Music) und Autotune an Imogen Heaps Hide and Seek (Mai 2005) erinnere.
Die deutschsprachige Musikwebseite Echte Leute bezeichnete DNA als hervorragendes Deutschpop-Album und betitelte Halt mich fest dabei als äußerst detailverliebt arrangiertes Stück, das von Harmonie-Wechseln geprägt sei.
Ein Rezensent vom Hamburger Knust ist der Meinung, dass Halt mich fest vom ersten Wort an voll da sei: Auf den Punkt. Kein Beat, keine Gitarre, kein Synthie – alles nicht nötig, denn Juno führe hiermit unbeirrt weiter, was sie mit Waldbrand begonnen habe: „Exzellente Texte in ihrer Muttersprache mit Biss, Witz und Köpfchen und ein Sound, der so dermaßen cool und undeutsch ist, dass man seinen Ohren kaum traut.“ Der Rezensent beschrieb zudem, dass es ihm den Atem stocken ließ, als er das Lied erstmals gehört habe. Es habe ihm zum Nachdenken gebracht und sei überhaupt nicht so gewesen, als er es erwartet habe.
In der Schwäbischen Zeitung beschrieb die Rezensentin Ingrid Augustin DNA als durchweg überzeugend. Das zeige schon das Eröffnungsstück Halt mich fest, welches – ungewöhnlich genug – als „Quasi-A-capella-Stück“ erstaune und gleichzeitig andeute, dass laute Töne oder wummernde Beats nicht die Sache dieses Albums seien. Sie habe das Lied zudem als eines von vier „Anspieltipps“ hervor.